# Elizabeth Daly
Elizabeth Daly (* 15. Oktober 1878 in New York City; † 2. September 1967 in Roslyn (New York), Vereinigte Staaten) war eine US-amerikanische Krimiautorin.

## Leben
Daly lernte am Bryn Mawr College in Pennsylvania und studierte an der Columbia University Englisch und Französisch. Nach ihrem Studium blieb Daly an der Universität und arbeitete als Tutorin für Englisch und Französisch.

## Auszeichnungen
Daly erhielt für ihr Werk 1960 den Edgar Allan Poe Award. Sie gehörte zu den Lieblingskrimiautoren von Agatha Christie.

## Werk
Daly begann erst im Alter von 60 Jahren Kriminalromane zu schreiben. Innerhalb von 15 Jahren schrieb sie 16 Krimis. Der Held dieser Bücher ist Henry Gamadge, ein Antiquar, Buchliebhaber und -kenner. Er ist Experte für seltene Bücher und Amateurdetektiv. Oft spielen im Plot Bücher, Zitate und Manuskripte eine gewisse Rolle.
Dalys Kriminalromane sind vom Typ des Whodunits, es wird also der Täter gesucht. Im Gegensatz zum Hardboiled Detective, also dem zynischen, superintelligenten und brutalen Ermittler, der zu Dalys Zeit modern wurde, ist Dalys Gamadge ein gemütlicher, eher liebevoller, menschlicher Detektiv, im Amerikanischen auch Cosy-Krimi genannt. Daly verzichtet auf einen Watson und gewinnt dadurch die Freiheit des Perspektivwechsels, sie kann also auch Szenen zeigen, bei denen der Detektiv nicht anwesend ist. So kommt es, dass der Leser sogar mehr weiß als der Detektiv. Daly beschreibt in ihren Romanen detailliert, liebevoll und realistisch die amerikanische Gesellschaft zur Zeit des Zweiten Weltkrieges.
Dalys Bücher erschienen ursprünglich bei den Verlagen New York: Farrar & Rinehardt, Bantam, New York: Joseph W. Ferman und etwas später bei den Londoner Verlagen Hammond & Hammond, Eyre & Spottiswoode, Victor Gollancz.
Ins Deutsche übersetzt wurden:
- The Book of the Dead übersetzt von Heinz Friedrich Kliem. Es erschien mit dem Titel Das Buch des Toten 1957 im AWA-Verlag München.
- Death and Letters übersetzt von Fritz Helke. Es erschien mit dem Titel Die Todes-Briefe 1953 im Aufwärtsverlag Berlin, Aufwärts-Kriminal-Roman Nr. 43.
- The Book of Crime übersetzt von Fritz Helke. Es erschien mit dem Titel Das schwarze Buch 1953 im Aufwärtsverlag Berlin, Aufwärts-Kriminal-Roman Nr. 38.[3]

Da die Urheberrechtsfrist abgelaufen ist, sind viele Bücher von Daly frei erhältlich und kostenlos in verschiedenen Formaten downloadbar, zum Beispiel auf den Seiten von Faded Page. In der folgenden Liste werden die Links zu den PDF-Dateien angegeben. Die Bücher wurden in neuerer Zeit als Reprint neu aufgelegt. Die zugehörigen Internationale Standardbuchnummern (ISBN) der Neuauflagen werden ebenfalls aufgeführt. Nur wenige ihrer Bücher wurden ins Deutsche übersetzt.

## Bücher (Auswahl)

### Gamadge-Serie
- 01: Unexpected Night, New York: Rinehart, 1940, London: Victor Gollancz, 1940 online als pdf, ISBN 978-1-937384-77-7
- 02: Deadly Nightshade, New York: Rinehart, 1940, London: Hammond & Hammond, 1948 online als pdf, ISBN 978-1-937384-79-1
- 03: Murders in Volume 2, New York: Farrar & Rinehart, 1941, London: Eyre & Spottiswoode, 1943, ISBN 978-1-933397-01-6
- 04: The House Without the Door, New York: Farrar & Rinehart, 1942, London: Hammond & Hammond, 1945 online als pdf, ISBN 978-1-56054-218-6
- 05: Evidence of Things Seen, New York: Farrar & Rinehart, 1943, London: Hammond & Hammond, 1946 online als pdf, ISBN 978-1-933397-72-6
- 06: Nothing Can Rescue Me, New York: Farrar & Rinehart, 1943, London: Hammond & Hammond, 1945 online als pdf, ISBN 978-1-933397-88-7
- 07: Arrow Pointing Nowhere, New York: Farrar & Rinehart, 1944, London: Hammond & Hammond, 1946, auch unter dem Titel Murder Listens In, New York: Bantam 1949 online als pdf, ISBN
- 08: The Book of the Dead, New York: Farrar & Rinehart, 1944, London: Hammond & Hammond, 1946, ISBN 978-1-934609-56-9, deutsche Übersetzung von Heinz Friedrich Kliem: Das Buch des Toten, München: AWA-Verlag 1957, Fischer, 2009, ISBN 978-3-596-18466-8
- 09: Any Shape or Form, New York: Farrar & Rinehart, 1945, London: Hammond & Hammond, 1949, online als pdf, ISBN 978-0-440-10108-6
- 10: Somewhere in the House, New York: Rinehart & Co, 1946, London: Hammond & Hammond, 1949, online als pdf, ISBN 978-1-937384-04-3
- 11: The Wrong Way Down, New York: Rinehart & Co, 1946, London: Hammond & Hammond, 1949, auch unter dem Titel Shroud for a Lady, New York: Joseph W. Ferman, 1946 online als pdf, ISBN 978-1-937384-73-9
- 12: Night Walk, New York: Rinehart & Co, 1947, London: Hammond & Hammond, 1950, online als pdf, ISBN 978-1-63194-000-2
- 13: The Book of the Lion, New York: Rinehart & Co, 1948, London: Hammond & Hammond, 1951, online als pdf, ISBN 978-1-63194-026-2
- 14: And Dangerous to Know, New York: Rinehart & Co, 1949, London: Hammond & Hammond, 1952, online als pdf, ISBN 978-1-63194-062-0
- 15: Death and Letters, New York: Rinehart & Co, 1950, London: Hammond & Hammond, 1953, deutsche Übersetzung von Fitz Helke Die Todesbriefe, Berlin: Aufwärts-Verlag, 1953, Aufwärts-Kriminal-Roman Nr. 43 online als pdf, ISBN 978-1-63194-072-9
- 16: The Book of Crime, New York: Rinehart & Co, 1951, London: Hammond & Hammond, 1954, deutsche Übersetzung von Fitz Helke Das schwarze Buch, Berlin: Aufwärts-Verlag, 1953, Aufwärts-Kriminal-Roman Nr. 38 online als pdf, ISBN 978-1-63194-093-4

### Sonstige
- The Street Has Changed, New York: Farrar & Rinehart, 1941